# Iđoš
Iđoš (en serbe cyrillique : Иђош ; en hongrois : Tiszahegyes) est une localité de Serbie située dans la province autonome de Voïvodine. Elle fait partie de la municipalité de Kikinda dans le district du Banat septentrional. Au recensement de 2011, elle comptait 1 825 habitants.
Iđoš est officiellement classé parmi les villages de Serbie.

## Démographie

### Évolution historique de la population
| 1948  | 1953  | 1961  | 1971  | 1981  | 1991  | 2002  | 2011  |
| ----- | ----- | ----- | ----- | ----- | ----- | ----- | ----- |
| 3 034 | 3 064 | 2 857 | 2 540 | 2 338 | 2 263 | 2 174 | 1 825 |

|  |